# 406 Erna
406 Erna è un asteroide della fascia principale del diametro medio di circa 49,19 km. Scoperto nel 1895, presenta un'orbita caratterizzata da un semiasse maggiore pari a 2,9137299 UA e da un'eccentricità di 0,1829603, inclinata di 4,19863° rispetto all'eclittica.
Il suo nome è probabilmente dedicato a Erna Bidschof, figlia dell'astronomo austriaco Friedrich Bidschof e nipote di Johann Palisa.